# دانشگاه نیویورک ابوظبی
دانشگاه نیویورک ابوظبی (به عربی: جامعة نيويورك أبوظبي) (اختصاری NYUAD) پردیس پورتال کمک هزینه تحصیلی داده شده دانشگاه نیویورک که در کالج هنرهای آزاد در ابوظبی در امارات متحده عربی واقع گشته است.
دانشگاه ۲۲ بورسیه رودز از زمان گشایشش در سال ۲۰۱۰ می‌دهد.